# Musée juif et Centre de tolérance
Le Musée juif et Centre de tolérance  (en russe Еврейский музей и центр толерантности) a ouvert ses portes à Moscou le 8 novembre 2012.

## Sur le projet
Le Musée juif et le Centre de tolérance a trouvé abri dans l’ancien dépôt de bus Bakhmetiev, rue Obraztsova – qui a accueilli un temps le centre d’art contemporain Garage, construit par Constantin Melnikov entre 1925 et 1927. Il a été réalisé par l'agence Raplh Appelbaum de New York.
Ce sont le rabbin russe Berl Lazar et le président de la fédération des communautés juives de Russie Alexandre Boroda qui ont initié ce projet. Le concept a ensuite été élaboré par l’agence Ralph Appelbaum Associates (RAA), célèbre notamment pour son projet du musée de la Shoah à Washington.
Le Musée juif et Centre de tolérance est le plus grand musée juif du monde et la plus grande surface d’exposition en Europe : 17 000 m2 dont 4 500 m2 d’exposition.
Le projet a été présenté lors du Deuxième Festival international des arts « Traditions et époque actuelle » à Moscou au Manège en mars 2008.
L’inauguration du musée a eu lieu le 8 novembre 2012. Étaient présents le président israélien Shimon Peres et le ministre des Affaires étrangères russe Sergueï Lavrov.